# Iacob Ițhak Niemirower
Iacob Isaac Niemirower sau Yaakov Ițhak Niemirower (n. 1 martie 1872, Lemberg – d. 18 noiembrie 1939, București) a fost un teolog și filosof iudaic român, originar din Galiția, (actualmente în Ucraina), care a îndeplinit funcția de șef-rabin al comunităților evreiești din Vechiul Regat și apoi din toată România (1921-1939).

## Copilăria și studiile
Iaakov Ițhak Niemirower s-a născut la data de 1 martie 1872 în orașul Lemberg (astăzi Liov), din Imperiul Austro-Ungar, în Galiția, Ucraina, în familia comerciantului evreu Nahum Niemirower. În copilăria lui s-a mutat, împreună cu familia la Iași, unde locuiau rudele lor, printre ei un unchi, publicistul Margosches. Primele lecții de Tora le-a primit de la  bunicul din partea tatălui, apoi de la învățătorul Mendel Barasch. Prin intermediul lor a făcut cunoștință cu învățăturile hasidice. De asemenea a fost elevul renumitului rabin și dayan din Lemberg, Isaak Aharon Ettinger. La început era influențat de hasidism din ramura Beltz, dar în continuare a părăsit hasidismul, a citit lucrările lui Moise Maimonide, Iuda Halevi, Nahman Krochmal, Peretz Smolenskin și Isaac Baer Levinsohn. El a devenit adeptul curentului raționalist, a învățat alfabetul latin și a început să studieze materii profane.
În anul 1890 a plecat la studii la Berlin, unde a aprofundat contactul cu gândirea Haskalei și cu scrierile filosofice. La aceasta a contribuit și prietenia de-o viață ce a legat-o  cu filosoful și iudaistul Moritz Lazarus. În anul 1895, după studii universitare de filosofie, istorie și orientalistică în capitala Germaniei și-a luat doctoratul cu "Magna cum laude" la Universitatea din Berna,în (Elveția). Teza de doctorat a dezbătut interacțiile reciproce dintre  liber arbitru, conștiință, răsplată și pedeapsă. Iacob Niemirower a continuat în paralel studiile la Seminarul teologic neoortodox de rabini din Berlin, condus de rabinul Azriel Hildesheimer, unul din ideologii de frunte ai acestui curent din evreimea germană. La terminarea studiilor a obținut din mâinile rabinului  Ernst Avraham Biberfeld titlul de rabin neoortodox. În 1896, a obținut o autorizație de rabin și de la rabinul Michael (sau poate Jakob) Hamburger din Mecklenburg - Strelitz, care era reformist.

## Anii de activitate la Iași. Tradiție, modernitate și sionism
Revenit ca rabin la Iași în 1896 ,s-a văzut confruntat cu ostilitatea cercurilor tradiționaliste și hasidice care îl considerau un fel de rabin „reformat” și nu au vrut să-l recunoască ca rabin la Iași; a funcționat mai întâi ca rabin și predicator (darshan) la sinagoga „reformată” Beit Yaakov, cunoscută și ca Templul Neuschotz, dr.Niemirower impunându-se curând în comunitatea ieșeană prin spiritul modern, deschis spre lumea exterioară  dar și loial tradiției iudaice, atitudine care i-a permis să fie în cele din urmă ales, în anul 1908, ca prim-rabin al însemnatei comunități evreiești din capitala  Moldovei.
A sprijinit ideea sionistă, între anii  1897 - 1898, reînnoind activitatea la Iași a asociației sioniste "Oholei Shem" ("Corturile lui Dumnezeu", denumire preluată din textul scripturii biblice), care funcționase în urmă sub conducerea dr.Karpel Lippe și a altor fruntași sioniști. Niemirower a luat parte la Iași și la editarea unor gazete sioniste ca de pildă  "Răsăritul". De asemenea  a participat activ la congrese sioniste, ca de exemplu la cel din 1905, unde s-a opus proiectului Uganda și cel din 1908.
Cu aceste prilejuri s-a opus propunerilor (rabinul Reines ș.a.) de a alege germana ca limbă națională a poporului evreu, insistând asupra locului primordial al limbii ebraice, s-a ridicat și împotriva planului Uganda, care preconiza examinarea posibilității de așezare temporară într-un teritoriu din Kenya și Uganda a unor refugia'i evrei din Estul Europei sub protecția Marii Britanii. În 1908 a lansat termenul de sionism sintetic care, în viziunea lui, trebuia sa îmbine sionismul politic -(linia lui Herzl-  cu cea a sionismului practic (a reașezării în Palestina, în tradiția mișcării Hibat Tzion din răsăritul Europei)
Rabinul Niemirower a fost printre susținătorii entuziaști ai învățământului modern evreiesc  îmbinând studiul iudaismului și al limbii ebraice cu materiile de cultură generală, inclusiv limba țării.
Astfel, a încurajat rețeaua de licee „Tarbut” (Cultura), iar în anul 1899 a condus împreună cu dr Lippe prima școală comercială evreiască din Iași.
El s-a numărat și printre cei care au fondat la Iași în 1906 o Societate  Culturală "Toynbee-Hall", un fel de  universitate populară evreiască de inspirație sionistă, având concursul multor intelectuali și oameni de seamă din țară și de peste hotare. Aici au conferențiat vreme de un deceniu și personalități evreiești din străinătate ca Bernard Lazare, Nahum Sokolov sau Șalom Aleihem, care și-a delectat auditoriul cu lecturi din povestirile și romanele sale în limba idiș.
Rabinul Niemirower a fost foarte activ și în organizația Bney Brit al cărei conducător a fost mai întâi la Iași și apoi pe întreaga țară.

## Activitatea la București. Aspirația spre un "nou Yavne"
În anul 1911, deși era evreu așkenaz, a fost ales rabin al micii comunități  sefarde ("spaniole"), de lungă tradiție în  capitala României. 
A fost și rabin al garnizoanei din București și examinator al învățătorilor de limbă ebraică iar mai târziu a fost  numit din partea  Ministerului Instrucțiunii Publice reprezentant al Cultului Mozaic în Comitetul de Asistență Socială, prezidat de regina Maria a României. Ca delegat al minorității evreiești din România a participat la Conferința de Pace de la Paris, din anul 1919, alături de dr. Wilhelm Filderman, fondatorul Uniunii Evreilor Pământeni, cu care a avut o strânsă colaborare. În anii următori a asistat la acordarea de drepturi cetățenești tuturor evreilor din România Mare. După ce încercările rabinului ortodox conservator Haim Schor de a ajunge la conducerea iudaismului din capitală au eșuat, în anul 1921 Niemirower a fost ales Mare Rabin al evreilor din Vechiul Regat, apoi Șef Rabin, funcție nou creată de comunitatea din București. În anul 1936 a fost reconfirmat ca Șef Rabin al Federației Uniunilor de Comunități Evreiești din România.
După o activitate intensă a reușit centralizarea și recunoașterea organizării evreilor de cult mozaic, valabilă și astăzi. A reușit să unească sub conducerea sa practic toate comunitățile evreiești din România, de la ortodocși până la neologi. Împreună cu rabinul gaon Betzalel Zeev Șafran și alții, a reușit să prevină în Vechiul Regat o sciziune ca aceea a iudaismului din Ungaria și Transilvania între ortodocși si moderniști (care au pășit acolo pe calea numită "neologă"), păstrând reformele modernizatoare în limitele iudaismului tradițional

În acest spirit a patronat în anul 1936 fondarea Consiliului Central al Evreilor din România, care a reușit să cuprindă atât pe adepții asimilării cetățenești ai dr. Filderman din Uniunea Evreilor Pământeni, cât și pe rivalii sioniști ai acestora, sub conducerea lui Avram Leib Zissu.
Sediul său principal a fost Templul Coral din București, pe lângă care s-a creat sub conducerea sa și a altor fruntași ai elitei intelectuale și religioase evreiești din România un fel de Academie evreiască - Institutul cultural al Templului coral.
I.I. Niemirower a fost susținut în misiunea sa de personalități ca Filderman, bancherul Ely Berkowitz care a condus pentru o vreme comunitatea evreiască din București, rabinii dr. Meyr Moritz Beck și dr. Meyer Abraham Halevy.
Conceptul fundamental care a călăuzit activitatea sa a fost  un „iudaism cultural” (având tradiția, europenizarea, liberalismul, sionismul, ca elemente constitutive), preluat de la prietenul său, filosoful Moritz Lazarus din Germania, desigur, prin adaptarea la condițiile locale, combinând și idei preluate de la Ahad Haam, părintele "sionismului cultural" si de la istoricul Simon Dubnov, ideolog al „națiunii spirituale” evreiești.  Modelul antic era, în ochii săi, Iohanan ben Zakai, fondatorul Școlii de la Iavne, după distrugerea celui de-al Doilea Templu (70 e.a.). Niemirower visa întemeierea unei noi Academii Iavneiste în Țara Sfântă.
Niemirower a scris  monografia Ochire asupra istoriei Comunității israelite din Iași (1866-1907), cât și alte lucrări publicistice, unele cu caracter filosofic, care au fost compilate în 4 volume de opere.
Niemirower a combătut antisemitismul (Morala iudaismului, 1915), dar și tendințe, nedorite, după opinia sa, dinăuntrul mediului evreiesc, ca de exemplu asimilismul, radicalismul sau izolaționismul. Adânc cunoscător al evoluției spiritului iudaic din ultimele veacuri, a știut să adopte atât tradiția hasidismului, cât și elemente ale reformismului evreiesc modern. În anul 1938 a vizitat Palestina pentru a verifica  condițiile unei emigrări masive a evreilor din România. Nu a putut duce la capăt această inițiativă din cauza imprejurărilor potrivnice. Guvernul britanic a blocat orice acțiune majoră, în septembrie 1939 a izbucnit războiul mondial, iar în noiembrie 1939, I.I. Niemirower a încetat din viață. In locul său a fost ales ca șef rabin tânărul dr Alexandru Șafran, de asemenea un cărturar de prestigiu, fiu al rabinului Betzalel Șafran din Bacău. Și pentru el, și pentru rabinul Moses Rosen care a  fost
înscăunat în fruntea cultului evreiesc din România în timpul erei comuniste, figura și activitatea  lui Niemirower au fost un izvor de inspirație.  

Mormântul său din Cimitirul Filantropia din București

I.I. Niemirower nu a fost numai primul Șef Rabin, dar și primul reprezentant al evreilor în Senatul României, în calitate de senator, unde s-a bucurat de respect până și din partea unor adversari de temut din rândurile dreptei naționaliste, dar extremiștii radicali nu i-au iertat aceasta. La 11 ianuarie 1936 Șef Rabinul a fost atacat cu gloanțe de un legionar, fiind însă doar ușor rănit. Ministrul de interne, politicianul antisemit Octavian Goga, a minimalizat într-un discurs parlamentar, gravitatea actului. Ministrul de externe Nicolae Titulescu și ministrul cultelor Alexandru I. Lapedatu și-au exprimat consternarea față de atentat, precum și solidaritatea cu dr. Niemirower. În timpul dictaturii regale a fost numit membru al noului Senat de către Carol al II-lea, funcție pe care a exercitat-o până la moartea sa din 1939, fiind înlocuit de Alexandru Șafran.
În anul 1971, a fost înființat în Israel un Institut care îi poartă numele, devenit Centrul de Studiu a Istoriei Evreilor din România, în cadrul Universității Ebraice din Ierusalim.

## Diferențierea religioasă a neamului evreiesc
În cadrul expunerii părerilor lui cu privire la construirea Academiei Iabneiană modernă, Niemirower a prezentat cititorilor lui cum vedea el diferențierea religioasă a neamului evreiesc din perioada lui:
1. Ortodocși-vechi, în două rituri. a-așkenazim, b-sefaradim
2. Hasidim, care sunt împărțiți în diferite grupuri, inclusi antisioniștii școlii de la Satu Mare
3. Neoortodocși, orientarea rabinilor Samson Raphael Hirsch din Frankfurt și Azriel Hildesheimer din Berlin.
4. Conservatori, care practică și propovăduiesc, mai mult sau mai puțin după teoria istorică a lui Zacharia Frankel din Breslau.
5. Liberali, școala lui Abraham Geiger și neologii din Ungaria.
6. Conservatori liber-progresiști istorici mai mult în răsăritul Europei.
7. Radicali reformați, comunitatea lui Samuel Holdheim la Berlin și mai multe congregații din America.
8. Liber-religioșii, care în adevăr sunt neconfensionali și profează un iudaism pur etic, societăți pentru morală, sub conducerea lui Felix Adler, în America.

## Scrieri
Rabinul Niemirower a publicat circa 650 de articole in reviste si gazete de limba germană,română, ebraică și idiș.
- Zihron Nahum -  predici și conferințe, 1903. editura H. Goldner, Iași
- Hasidism și Țadikism (Chassidismus und Zaddikismus), în germană 1913, editura Baer, București.
- Frei und treu, Jabnehist. Essays. 1914
- Contributions à la philosophie historique juive (în franceză). 1914
- Spinozaverehrung eines Nichtspinozisten In: Spinoza-Festschrift : Zum 300. Geburtstage Benedict Spinozas (1632-1932) / Herausgegeben von Siegfried Hessing. - Heidelberg : Winter, 1933: 164-166.

(Omagiu lui Spinoza din partea unui nespinozist - într-o publicație omagialǎ la a 300-a aniversare a nașterii filosofului 1933)
- Scrieri complete, în 4 volume . 1918 - 1932
- Iudaismul - Ed Hasefer, București, 2005